# 瀬戸内海汽船
瀬戸内海汽船（せとないかいきせん）は、広島県広島市に本社を置く海運会社。広島市・呉市と松山市の間を結ぶ高速船およびフェリー航路のほか、広島湾他でのクルーズ船を運航している。

## 沿革

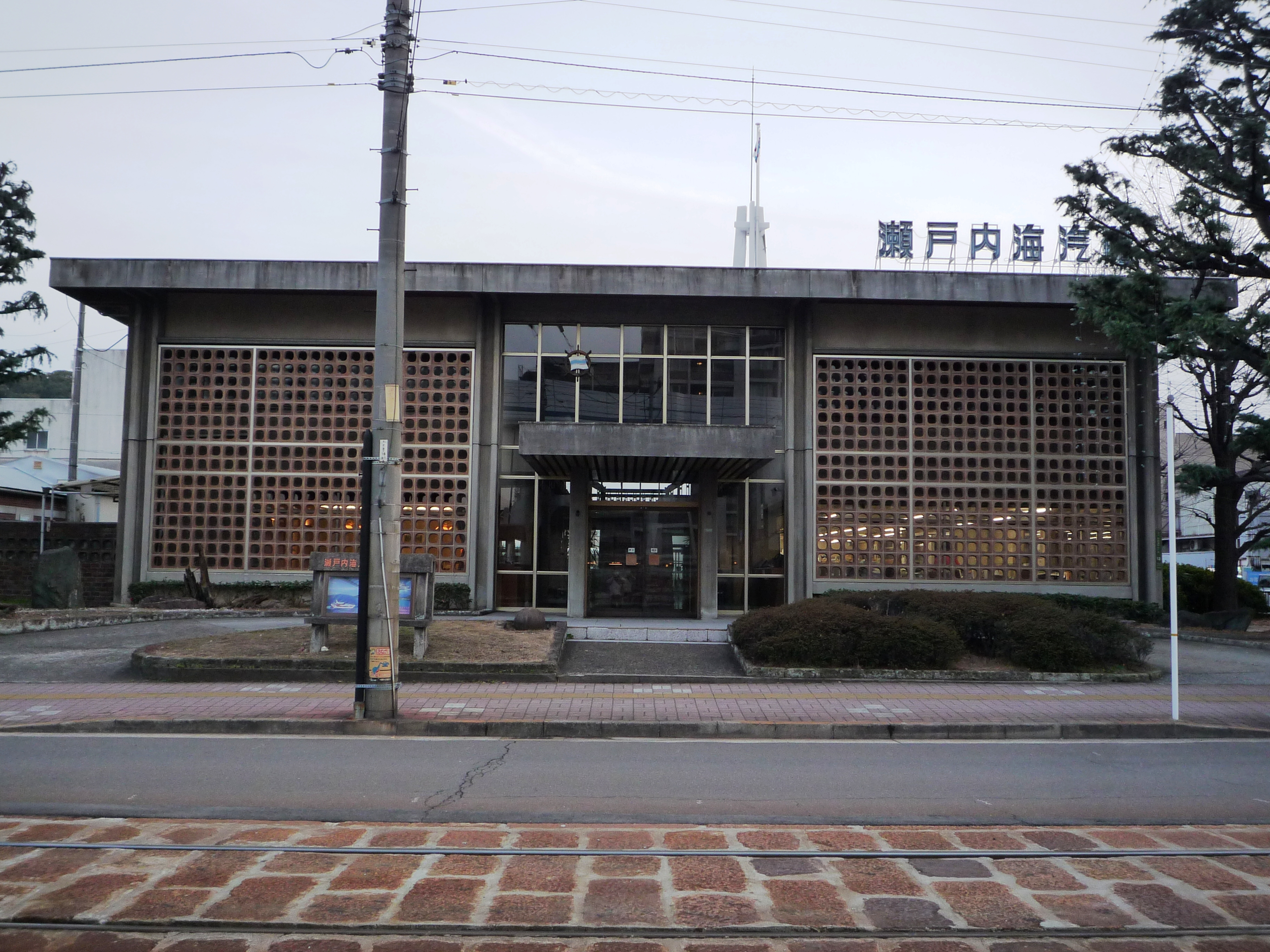
旧本社。2015年まで使用。移転後解体

- 1940年（昭和15年） - 江田島汽船他6社が統合し、「広島湾汽船株式会社」設立。
- 1942年（昭和17年） - 1県1社の戦時統合指示によって、9社18者による資本統合が行われ「広島県汽船株式会社」設立。
- 1945年（昭和20年） - 西瀬戸内海の航路事業者7社が統合し「瀬戸内海汽船株式会社」設立。第十東予丸沈没事故が発生。
  - 航路事業者7社：広島湾汽船・広島県汽船・尼崎汽船（大阪）・瀬戸内運輸（今治）・東海汽船（東京都）・中央汽船運航（新居浜）・因島汽船
- 1950年（昭和25年）
  - 自動車部設立を計画し会社定款を変更、1952年に因の島運輸を設立する。
  - 芸備商船を設立、採算性の低い航路を移管、主に尾道・竹原発着のローカル線。
- 1952年（昭和27年）4月12日 - 芸備商船第五北川丸沈没事故（尾道-瀬戸田航路）。
- 1953年（昭和28年）6月 - 尾道の公営渡船（第一・第二公営丸　11ｔ）で中国地方初となるカーフェリーの運航が始まる。
  - 日本最初となる若戸渡船のフェリーが1934年、桜島フェリー1944年、明石フェリー1954年、ここまで全て公営であった。
- 1962年（昭和37年）12月 - 呉～小用航路に、瀬戸内海汽船初となるカーフェリー「呉洋」(53.35t)が就航。
  - 元は、同年9月の若戸大橋開通で廃止になった若戸渡船の貨物渡船（フェリー）第十一わかと丸。
- 1964年（昭和39年）
  - 4月1日 - 徳山別府航路、水中翼船「しぶき」で就航[3]。
  - 11月15日 - 尾道今治航路に水中翼船就航、所要55分（現在[いつ?]、高速バスで尾道今治間は約80分）。
- 1966年（昭和41年）12月 - 三原今治航路（三原国道フェリー）就航、昭和海運（今治市）との共同運航。
  - 昭和海運は1959年から、同航路を木造の貨物フェリーで運航していた。
- 1970年（昭和45年） - 旅客船「ぷりんす号」でシージャック事件が発生（瀬戸内シージャック事件）。
- 1972年（昭和47年） - 宮島鞆の浦航路（STSライン）、フェリー「シーパレス」で就航[4]。
- 1976年（昭和51年） - STSライン、水中翼船「わかしお」に交代、同航路を宮島-瀬戸田間に変更し、デイリー化[5]。
- 1982年（昭和57年）7月 - テレビ朝日系で放映されていた『西部警察』の広島ロケに協力。本社社屋や宇品港、水中翼船、当時運航していたクルーズ船「南十字星」などでロケが行われた[要出典]。同年10月に放送された際は、地元広島ホームテレビでは特に高い視聴率を得たという[6]。
- 1983年（昭和58年）11月 - 本四バス設立。因島大橋開通により航路廃止・縮小された旅客船業者（瀬戸内海汽船・向島運航・村上海運・因島汽船ほか）と因の島運輸の共同出資による。西瀬戸自動車道（しまなみ海道）広島県側の料金所料金収受業務とサービスエリア等の運営も受託する。
- 1996年（平成8年）11月 - しまなみハイウェイバス設立。西瀬戸自動車道（しまなみ海道）開通により航路廃止・縮小された旅客船業者（瀬戸内海汽船・石崎汽船・昭和海運・防予汽船・愛媛汽船・協和汽船・因島汽船ほか）の共同出資による。西瀬戸自動車道のうち愛媛県側の料金所料金収受業務とサービスエリア等の運営も受託する。
- 2009年（平成21年） - IC乗車券『PASPY』のサービス開始。
- 2010年（平成22年） - 防予フェリーを設立し、防予汽船のフェリー事業を継承[7]。
- 2012年（平成24年）11月14日 - 「銀河」が屋代島の東方2kmの海上で座礁、神奈川県立保土ケ谷高等学校の生徒が修学旅行で乗船していたが、負傷者なし[8]。
- 2015年（平成27年）9月14日 - 本社事務所移転。
- 2018年（平成30年）7月26日 -「石手川」が音戸町南沖で貨物船と衝突、乗客乗員2名負傷。
- 2019年（令和元年）
  - 8月1日 - 新造船「シーパセオ」就航、「石手川」が引退。
  - 10月16日 - JR西日本と「せとうち パレットプロジェクト」に関わる協定締結。広島-三原航路「瀬戸内しまたびライン」を開設し、「瀬戸内シーライン」とJR西日本イノベーションズ」による共同出資会社「瀬戸内島たびコーポレーション」の設立と、同社と鉄道建設・運輸施設整備支援機構による高速船「シースピカ」の共同建造を公表[9]。
- 2020年（令和2年）8月1日 - 新造船「シーパセオ2」就航、「四万十川」が引退。

高度経済成長期以降の架橋による道路網の発達に伴い、既存航路が打撃を被る事案が増加した。
1973年、尾道大橋開通で赤字に陥った尾道水道の渡船7業者が日本道路公団を相手取って損害賠償を求める訴訟を提起したが、瀬戸内海汽船社長が会長を務めていた「中国旅客船協会」もこれを全面支援した。この訴訟は架橋による既存航路事業者への補償問題が顕在化するきっかけともなった。
「架橋による航路の損失補償要求貫徹　中国地方決起大会」
中国旅客船協会は1973年4月16日、以下を決議し、政府関係機関ならびに架橋など道路事業を行う公団などへ要求書を提出した。
1. 架橋着工前に旅客船関係者と従業員が納得し得る補償制度を確立すること、既に着工済みのものについては直ちに納得し得る補償内容を示すこと。
2. 転業ないし航路再編成が出来る損失補償及び救済措置を講じること。
3. 従業員の退職手当及び転職の斡旋及び、その資金の完全支給を行うこと。
4. 不用船舶、施設の買い上げまたは、売却損補填を確約すること。

また、架橋により航路廃止・縮小した事業者とその従業員の受け皿を担う会社の設立も行われている（広島県および周辺地域では、本四バス開発・瀬戸内しまなみリーディング・瀬戸内産交・芸予開発など）。

## 航路
創業時点では34航路を運航していた。当時の主力は以下の4航路である。
- 広島 - 呉 - 松山航路
- 広島 - 呉 - 大長 - 今治航路
- 尾道 - 今治航路
- 尾道 - 多度津航路

1964年12月時点では10航路を運航していた（「瀬戸内海汽船55年史」より）。
- 別府線（別府 - 宇品 - 呉）宇和島運輸と共同運航で1日2往復。
- 芸予線（宇品 - 呉 - 松山）石崎汽船と共同運航で1日6往復。
- 今尾線（今治 - 尾道）14往復、その内水中翼船が4往復。
- 今治特急・急行便（宇品 - 呉 - 大長 - 今治）特急3・急行2の5往復。
- 多度津線（尾道 - 鞆の浦 - 多度津）3往復。
- 新居浜線（尾道 - 弓削 - 四阪島 - 新居浜）1往復。
- 因島西線（尾道 - 重井 - 田熊 - 土生）西廻り10往復。
- 呉線（呉 - 江田島小用）40往復（内フェリー8往復）。
- 吉浦線（呉吉浦 - 江田島小用）11往復。
- 今治普通便（宇品 - 呉 - 今治）1往復。

### 現存航路

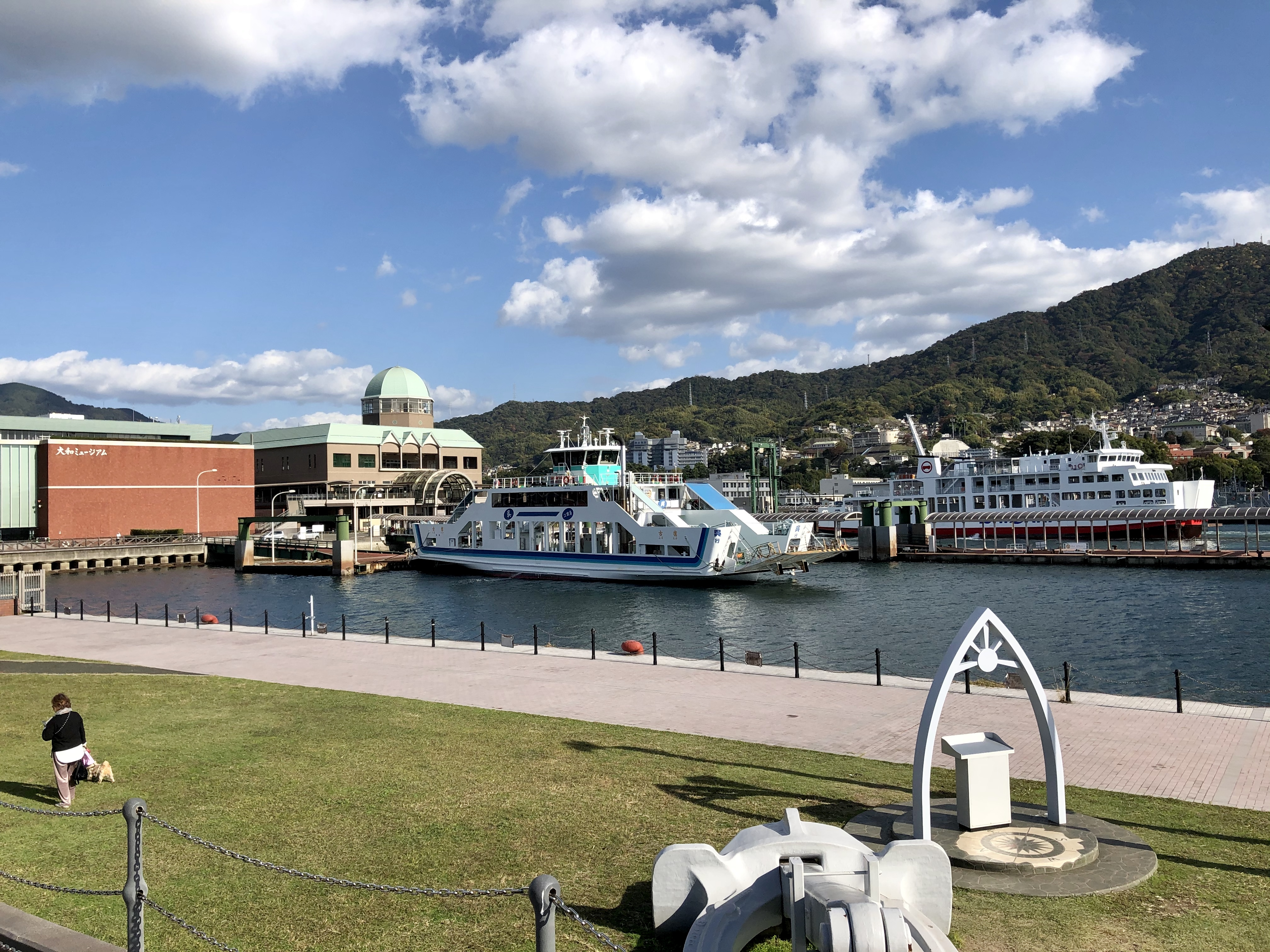
呉港中央桟橋

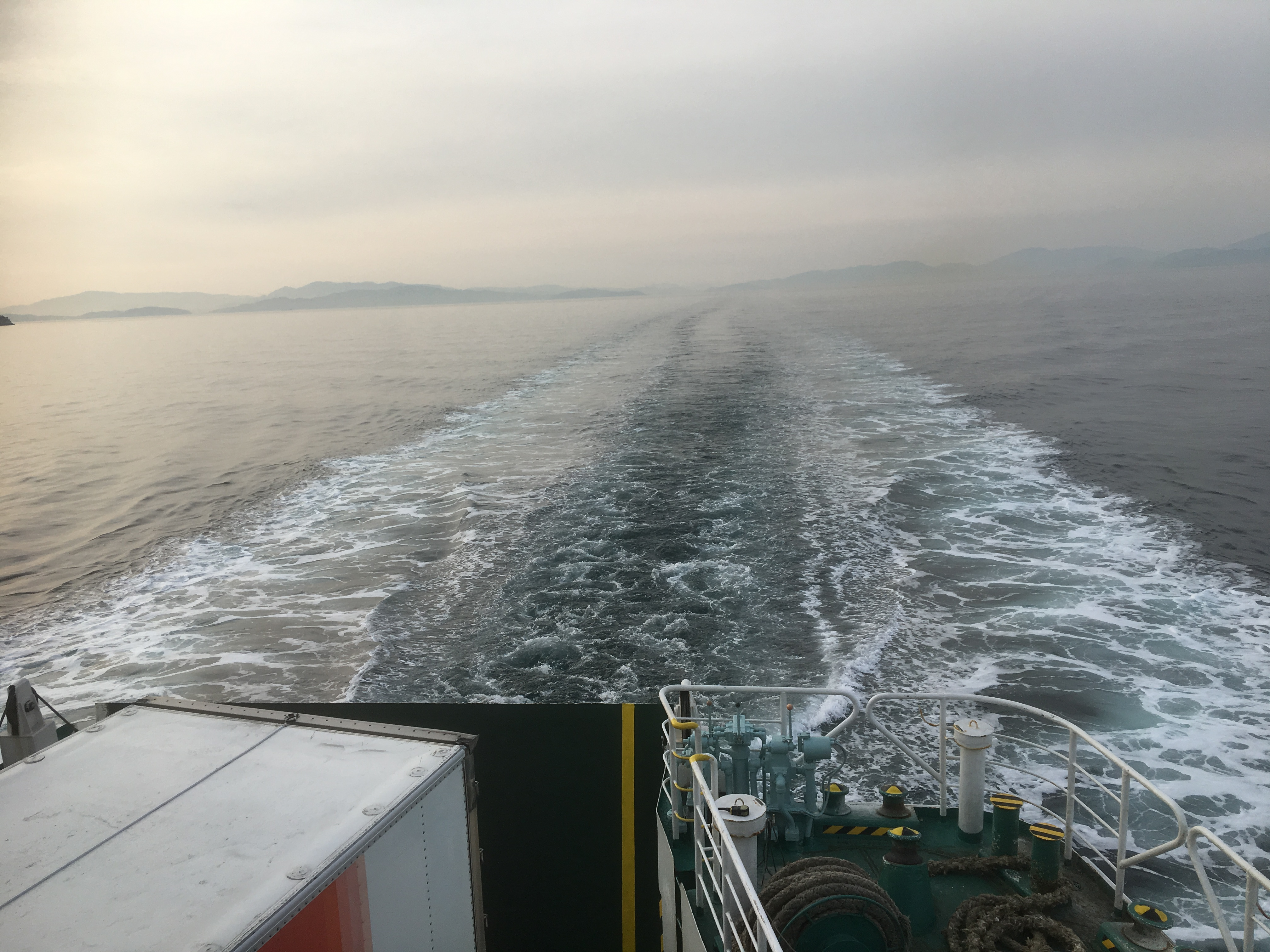
呉-松山航路のフェリー　左奥は倉橋島

- 広島 - 呉 - 松山航路（石崎汽船と共同運航[10]）

広島港（広島市） - 呉港（呉市） - 松山観光港（松山市）を結ぶカーフェリー「クルーズフェリー」を10便（うち呉に寄港しない直行便1便広島5：45発松山観光港行きのみ）、高速船「スーパージェット」を9便（うち、呉を経由しない直行便5便）運航している。いずれも客室は全席禁煙である（喫煙室が別途設置されていたが、2008年（平成20年）4月1日に廃止された）。
瀬戸内海汽船の船上から撮影した航路全域のGoogle ストリートビューが2015年1月22日から公開されている。

#### スーパージェット

##### 料金
- 運賃（特急料金を含む）
  - 広島 - 呉 - 2,500円
  - 広島 - 松山-8,000円（2022年8月31日で往復割引は廃止となった）[12]　　　　　　　
  - 呉 - 松山 - 6,300円
- 料金
  - スーパーシート料金 - 800円（2022年9月1日より改定)[12]

##### 船内施設
- 1階 - 売店・トイレ・自由席
- 2階 - 操舵室・スーパーシート

#### レストラン船

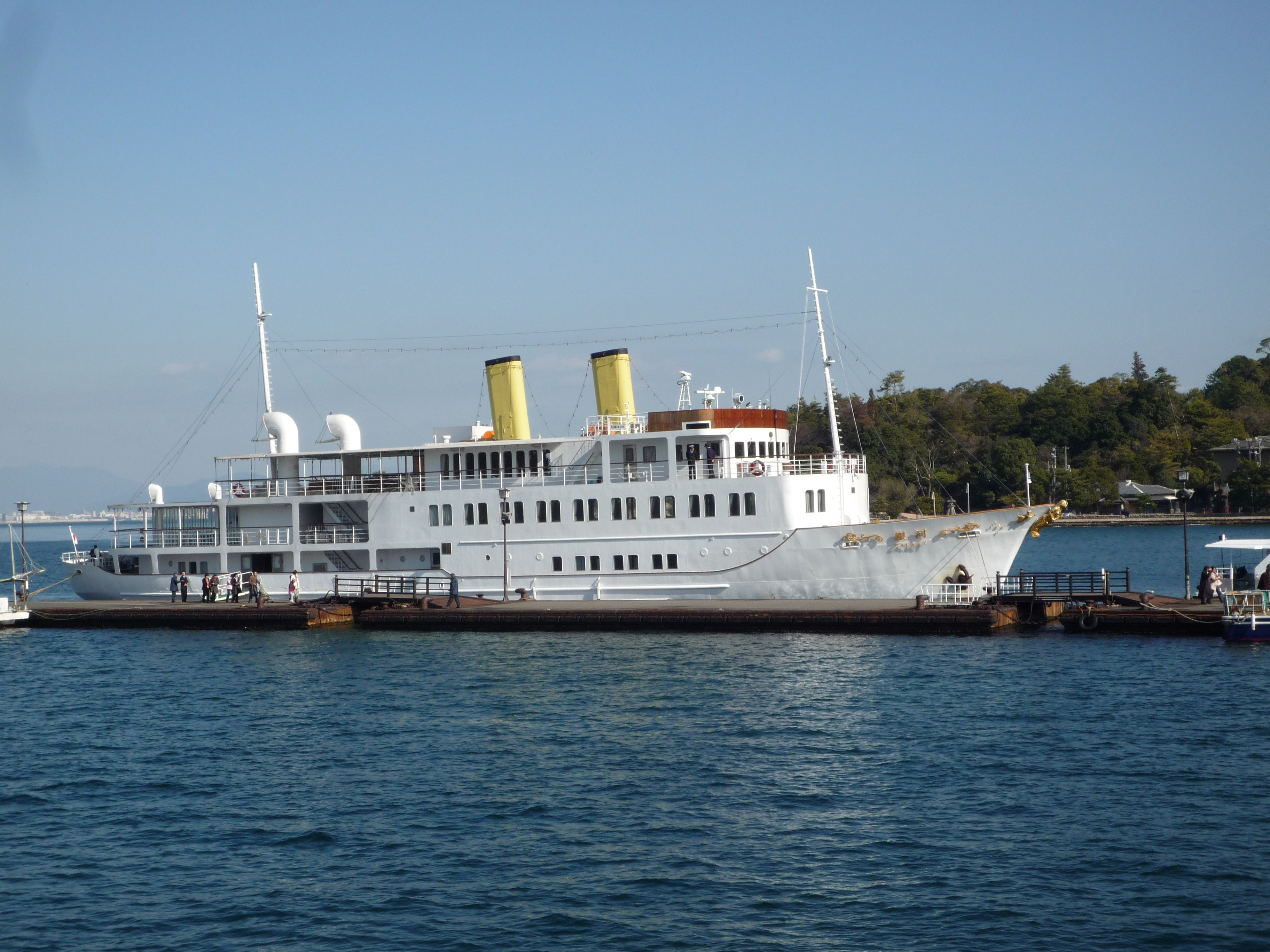
クルーズ船「銀河」（宮島港にて）

レストラン船「銀河」を運航しており、定期運航のほか、貸切運航（結婚式やパーティー等）も随時実施している。夏期は納涼船としての需要が多くなっているとされる。
以前は屋形船も運航していたが、2008年（平成20年）1月末をもって廃止された。

### 主な廃止航路
- 尾道 - 今治航路（旅客船・水中翼船・高速船）
  - 山陽新幹線博多延伸後、乗り換えの便利な三原に乗客が流れ[要出典]運航規模が縮小した。生口橋開通の1991年、尾道～瀬戸田間が廃止となる。
  - 1945年、第十東予丸沈没事故が発生し、死者・行方不明は397名。
  - 新幹線開業以前も1972年の松山空港ジェット化以後、愛媛から本州へのメインルートからは外れていたといわれる。[要出典]
  - 国鉄との通過連絡運輸を実施しており、1枚の切符で四国と本州間の駅を結んだ。
- 三原 - 今治航路（昭和海運と共同運航）
  - 新幹線の乗り継ぎ客等で多くの利用があったが、西瀬戸自動車道（しまなみ海道）開通に伴い廃止された。その後、せと観光ボートが同航路を運航していたが、2007年（平成19年）に運航を休止した。
- 広島 - 呉 - 今治航路
  - 1970年、ぷりんす号シージャック事件が発生したのは、この航路である。
  - 1984年、関連会社の広島今治高速船に移管、2006年に運航を休止。
- 福山・多度津フェリー
  - 1903年（明治36年）3月18日、山陽鉄道傘下の山陽汽船商社が開設した多尾連絡船（多度津港 - 尾道港間）を前身とする。
  - 1906年（明治39年）12月1日、山陽鉄道が鉄道国有法国有化され、同社および山陽汽船商社の航路も移管され国営となった。
  - 1910年（明治43年）6月12日、宇高連絡船が開設し多尾連絡船は廃止される。同航路を東予運輸が引き継ぐ。
  - 1966年（昭和41年）4月1日、多度津・鞆間のフェリーとして運航開始するとともに、鞆・尾道間は廃止。このうち後者は備後商船が連絡運輸を実施したが、1978年（昭和53年）に福山港に変更されたのち、1988年（昭和63年）の瀬戸大橋開通時に廃止。以降は当社と広汽船・多度津町の三者出資による第三セクター「福山・多度津フェリー」（後にせとうち物流）が運航を承継したが、多度津町の資本引き揚げなどを経て2008年（平成20年）に廃止された。

## 船舶

### 就航中の船舶

#### フェリー

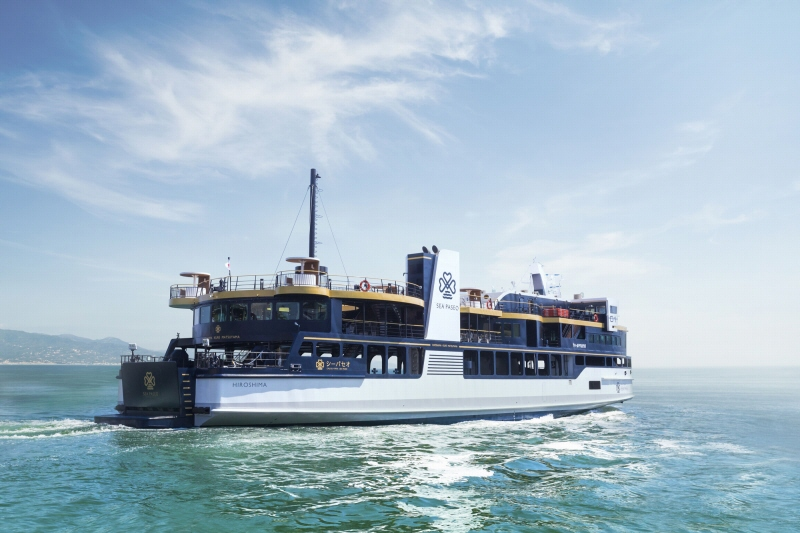
フェリー「シーパセオ」（広島湾にて）

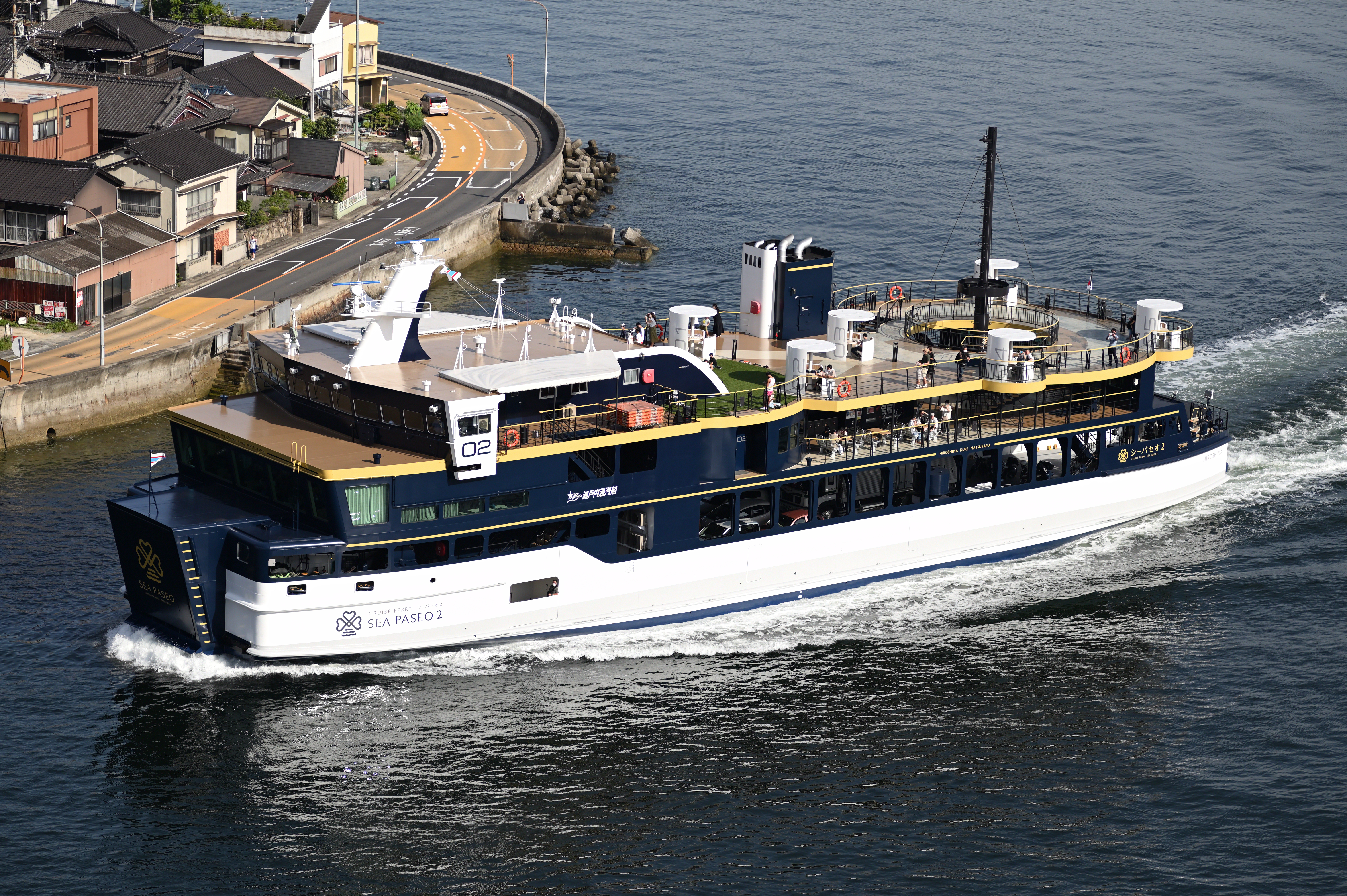
フェリー「シーパセオ2」（音戸の瀬戸にて）

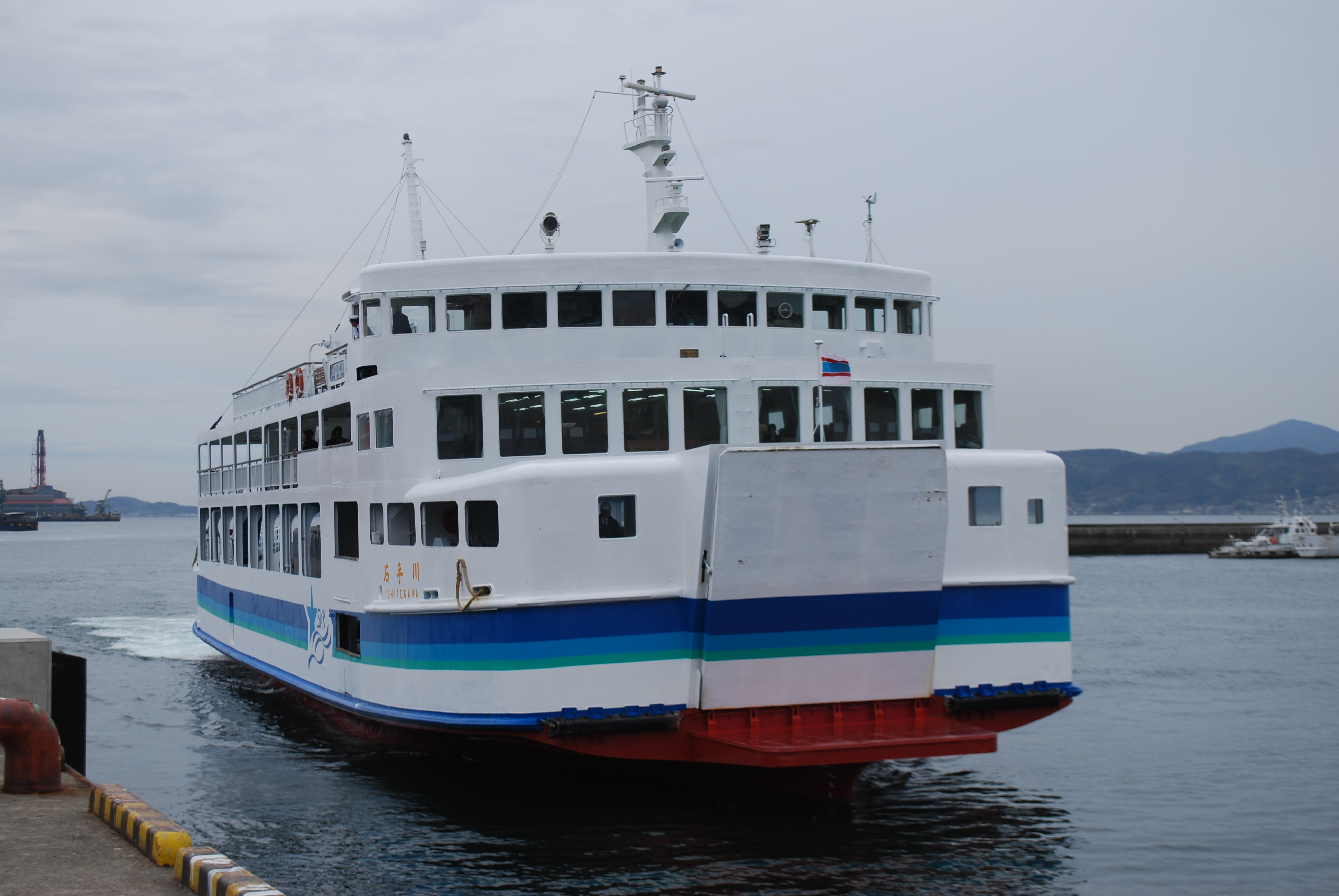
フェリー「石手川」（呉港にて）※2019年退役

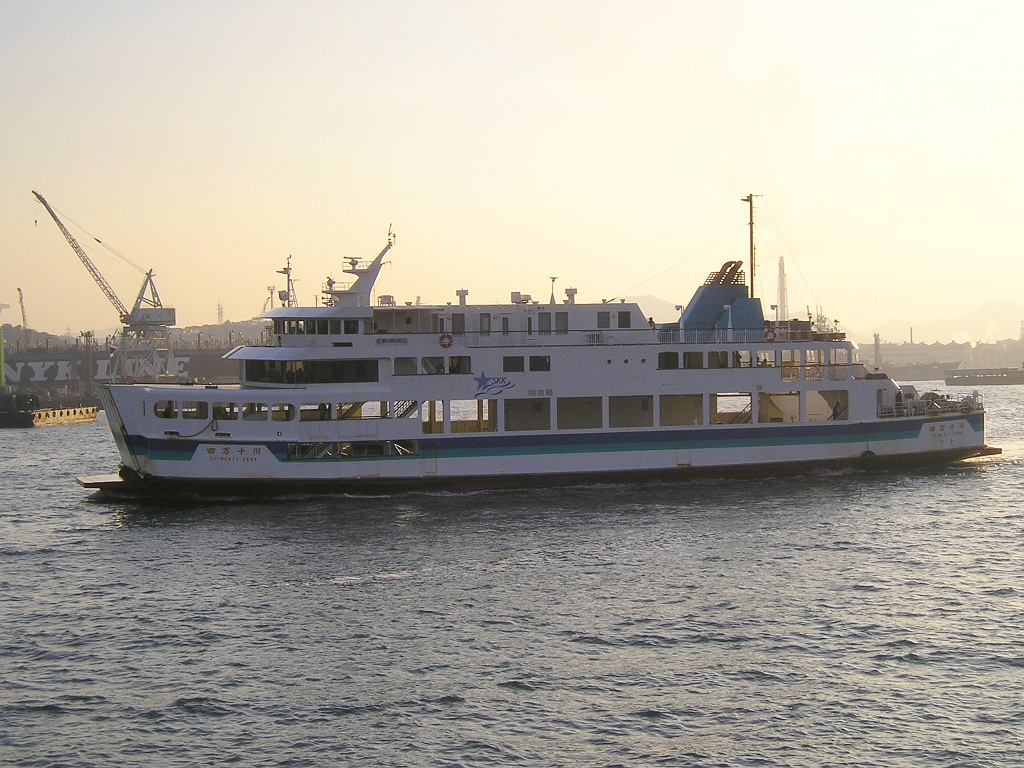
フェリー「四万十川」（呉港にて）※2020年引退

シーパセオ（SEA PASEO）
980総トン、2019年就航、神田造船所建造。鉄道建設・運輸施設整備支援機構との共有船。
全長61.0m、幅13.6m、航海速力15.0ノット。
旅客定員300人、車両積載数：乗用車35台。
船名は海とパセオ（遊歩道）を合わせ散策や公園をイメージしたものとしている。

シーパセオ2（SEA PASEO2）
980総トン、2020年就航、神田造船所建造。鉄道建設・運輸施設整備支援機構との共有船。
全長61.0m、幅13.6m、航海速力15.0ノット。
旅客定員300人、車両積載数：乗用車35台。
シーパセオの2番船として建造。

#### 高速船

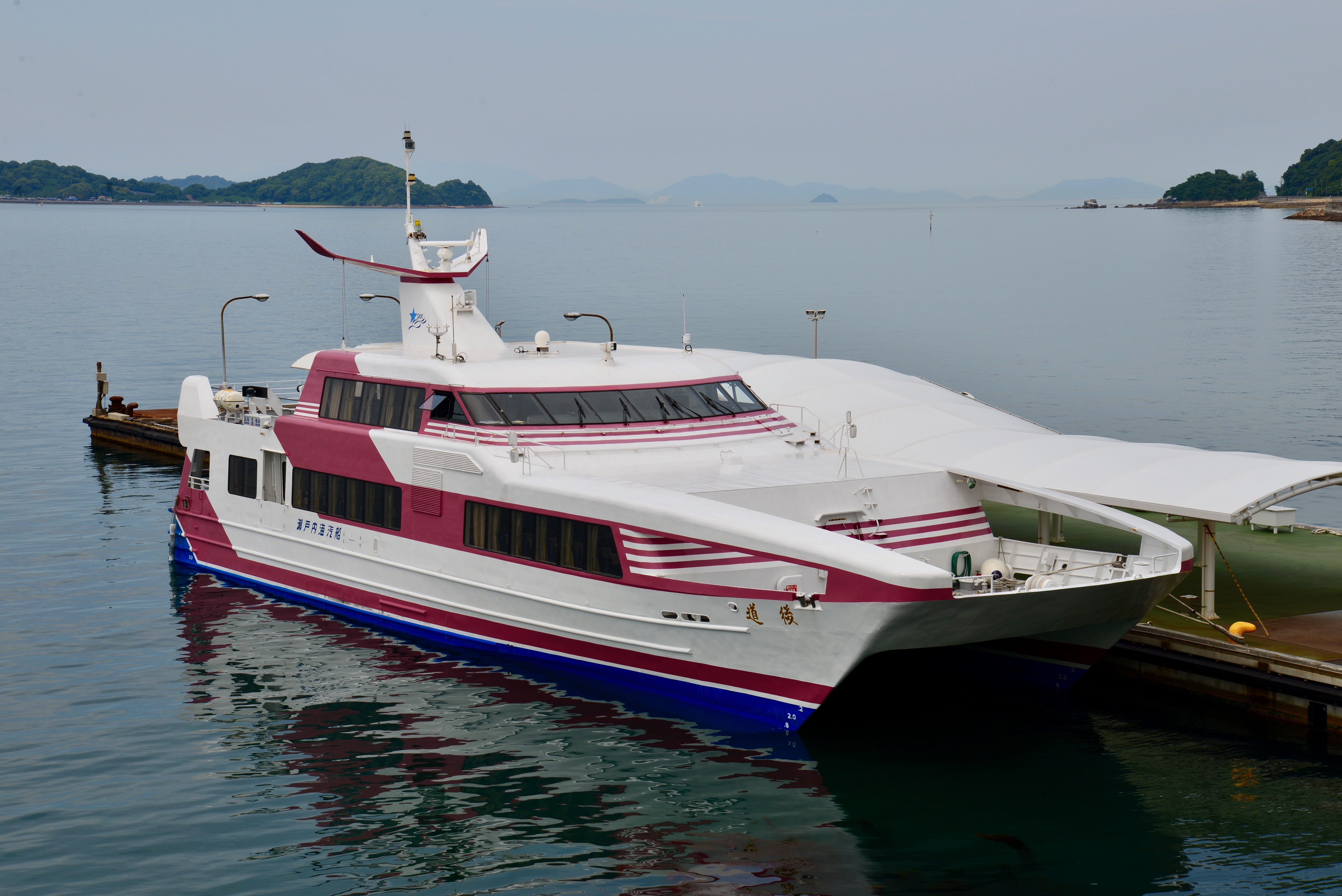
高速船「道後」（松山観光港にて）

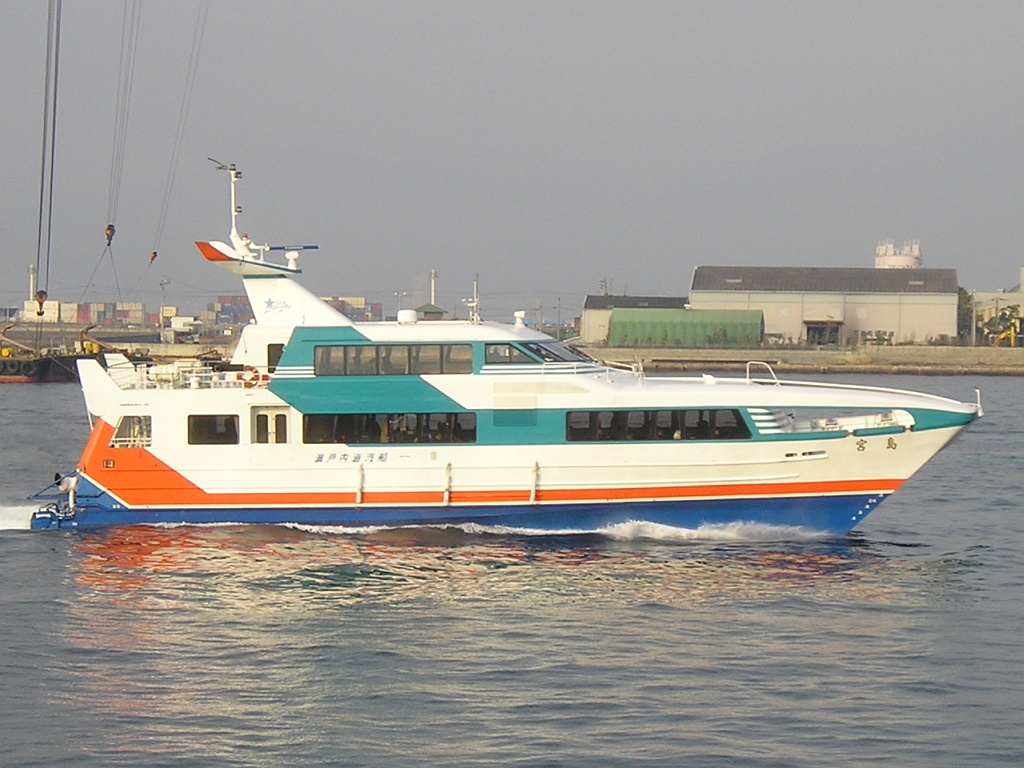
高速船「宮島」（広島港にて）

道後（スーパージェット30）
190総トン、1994年就航、日立造船神奈川工場建造
宮島（スーパージェット30）
189総トン、1994年就航、日立造船神奈川工場建造

#### レストラン船
銀河
602総トン、1984年4月就航、神田造船所建造（第280番船）、航海速力14.2ノット、旅客定員450名

### 主な過去の船舶
くるしま丸
97.57総トン、1950年8月就航、初の新造船、広島 - 今治航路
うずしお
262.83総トン、1960年9月就航、初の船舶整備公団共有船、尾道 - 今治航路
呉洋
53.35総トン、1962年12月就航、初のカーフェリー、呉 - 江田島航路
ぷりんす
177総トン、1963年9月就航、波止浜造船建造、広島 - 今治航路、船名は一般公募
シーパレス
461総トン、1964年3月就航、日本鋼管清水造船所建造、広島 - 松山航路
キングベア
470総トン、1966年3月就航、鞆 - 多度津航路、双胴フェリー
こだま
74.84総トン、1966年8月就航、広島 - 松山航路、水中翼船
カープ
4.9総トン、1968年6月就航、呉 - 江田島航路、小型水中翼船
面河
685.28総トン、1969年11月就航、広島 - 松山航路
マリンブルー
70総トン、1972年4月就航、三原 - 今治航路、初の高速船
マリンスター
192.12総トン、1976年3月就航、三原 - 今治航路、初の双胴高速船
南十字星
186.78総トン、1979年5月就航、周遊船
ザ・アート87-1
ザ・アート87-2
300総トン、1987年11月16日就航、呉 - 江田島航路
インランドシー
1901.86総トン、1989年1月就航、1992年海外売船、阪神 - 広島航路、宿泊型クルーズ客船、元・広別汽船「阿蘇」
石手川
699総トン、1987年就航、神田造船所建造
全長55.9m、幅13.0m、航海速力13.5ノット。
旅客定員300人、車両積載数：乗用車35台。
シーパセオ就航を機に引退。フィリピンに売却。
四万十川
699総トン、1991年就航、神田造船所建造
全長60.5m、幅13.6m、航海速力14.2ノット。
旅客定員324名、車両積載数：乗用車40台。
シーパセオ2就航を機に引退。フィリピンの船会社に売却され「Lady of Good Hearth」と船名変更された。令和3年台風第22号で被災。

## 主なグループ会社

### 現在
- 瀬戸内シーライン
  - 瀬戸内島たびコーポレーション
- 防予フェリー
  - 周防大島 松山フェリー
- 山陽商船
  - さんようバス
- 安芸津フェリー
- 瀬戸内産交
- 呉海運
- 宇品海運
- 瀬戸内海汽船トラベルサービス
- 広今あきなだ高速
- 瀬戸内しまなみリーディング
- 本四バス開発
- 道後館
- 瀬戸田すいぐん丸
- せとうち茶屋大三島

### 過去
- 広別汽船
- ソレイユエクスプレス - 2005年（平成17年）2月をもって運航休止。
- 芸備商船
- 備後商船 - 1973年（昭和48年）自社保有全株式を常石造船に売却。
- 因の島運輸
- えひめでぃあ
- 江田島汽船